# Клеомен I
Клеомен I (грч. Κλεομένης; умро 489. п. н. е.) био је агијадски краљ Спарте крајем 6. и почетком 5. века п. н. е.

## Биографија
Владавина Клеомена почела је око 520. п. н. е. У време његове владавине је настао Пелопонески савез. Водио је бескрупулозну спољну политику са циљем да уништи Арго. Спарту је држао ван сукоба са Персијом који је избио 499. п. н. е. (Јонски устанак). Био је у сукобу са својим сувладаром Демаратом кога је, поткупивши пророчише Делфи, успео да свргне са власти и замени га Леотихидом. Умро је 489. п. н. е. у затвору под неразјашњеним околностима. Власти су тврдиле да је, у нападу лудила, себи одузео живот. Наследио га је Леонида I.